# SUMKA

Emblema del partido, de inspiración nacionalsocialista

El Partido Nacional Socialista de los Trabajadores de Irán (en persa: Hezbe Sosiâliste Mellie Kârgarâne Irân), también conocido por su acrónimo SUMKA, fue un grupúsculo de extrema derecha fascista de inspiración nazi activo en el Irán de la dinastía Pahlaví durante la primera mitad de la década de 1950.

## Historia
Fue fundado por Davud Monshizadeh, un filólogo que había recibido su educación en Alemania, en abril de 1951. Partidario de la monarquía, ferozmente anticomunista e inspirado por el nazismo, defendía, al igual que el Partido Pan-iranista, la anexión irredenta del Cáucaso, Afganistán, parte del Turkestán y otros territorios a un «Gran Irán». También se ha sugerido que, además de por embajadas extranjeras presentes en la capital iraní, al igual que el Partido Pan-Iranista, llegó a ser financiado por la CIA. Su militancia activa, que en su cénit no debió superar los 300 miembros, vestía camisas negras y se significó por sus ataques contra miembros del partido Tudeh. Participaría igualmente de las protestas de febrero de 1953 (esfand en el calendario iraní) contra el primer ministro Mohammad Mosaddeq que acontecieron previas al golpe de Estado de agosto.